# لئون مبیام
لئون مبیام (انگلیسی: Léon Mébiame؛ (زادهٔ ۱ سپتامبر ۱۹۳۴ – درگذشتهٔ ۱۸ دسامبر ۲۰۱۵) یک سیاست‌مدار اهل گابن بود.